# Черноок, Кирилл Игоревич
Кирилл Игоревич Черноок (бел. Кірыл Ігаравіч Чарнавок; род. 2 января 2003, Верхнедвинск, Витебская область) — белорусский футболист, полузащитник клуба БАТЭ. Выступает на правах аренды в мозырской «Славии».

## Карьера

### «Рух» Брест
Начинал заниматься футболом в верхнедвинской ДЮСШ. Первым тренером футболиста был его отец Игорь Степанович Черноок. В 2019 году игрок был приглашён в брестское «Динамо», где затем продолжил выступать на юношеском уровне. В 2020 году стал выступать за дублирующий состав клуба. В сентябре 2020 года подписал контракт с брестским «Рухом», однако остался на правах арендного соглашения в брестском «Динамо» до конца сезона. В начале 2021 года вернулся в расположение брестского «Руха», где присоединился к основной команде. Дебютировал за клуб 20 марта 2021 года в матче против столичного «Минска», выйдя на замену на 77 минуте. По итогу сезона вместе с клубом завершил чемпионат на итоговом пятом месте. На протяжении сезона выступал за клуб преимущественно в роли игрока замены, результативными действиями не отличившись. В начале 2022 года находился в расположении брестского клуба, вместе с которым начинал подготовку к новому сезону. Однако в феврале 2022 года брестский клуб снялся с розыгрыша чемпионата и вскоре прекратил существование.

### «Минск»
В конце марта 2022 года на правах свободного агента присоединился к столичному «Минску». Дебютировал за клуб 3 апреля 2022 года в матче против «Витебска», выйдя в стартовом составе. Своим дебютным забитым голом за клуб отличился 26 мая 2022 года в матче против «Арсенала». По итогу дебютного сезона вместе с клубом завершил чемпионат на итоговом шестом месте. На протяжении сезона выступал за клуб в роли одного из основных игроков, отличившись 3 забитыми голами и 2 результативными передачами во всех турнирах. В январе 2023 года отправился на просмотр в российскую «Аланию». Однако вскоре вернулся назад в расположение столичного клуба. Начинал новый сезон за клуб в роли одного из основных игроков, отличившись своим единственным забитым голом за первую половину чемпионата. В августе 2023 года появилась информация, что близок к переходу в борисовский БАТЭ.

### БАТЭ

#### Сезон 2023
В августе 2023 года борисовский БАТЭ оформил официальный трансфер футболиста, с которым заключил контракт до 2025 года. Также игрок сразу же присоединился к основной команде борисовского клуба для участия в квалификационном раунде Лиги конференций УЕФА. По итогу итогу матчей борисовский клуб уступил косоварскому клубу «Балкани» и завершил своё участие в еврокубковом турнире, а сам футболист обе встречи провёл на скамейке запасных. Дебютный матч за клуб сыграл 3 сентября 2023 года против брестского «Динамо», выйдя на замену на 82 минуте. Своим дебютным забитым голом за клуб отличился 7 ноября 2023 года в матче Кубка Беларуси против «Островца». Своим первым забитым голом в чемпионате отличился 12 ноября 2023 года в матче против новополоцкого «Нафтана». По итогу сезона вместе с клубом завершил чемпионат на итоговом пятом месте в турнирной таблице. На протяжении сезона выступал за клуб в роли одного из основных игроков, отличившись 2 забитыми голами во всех турнирах.

#### Сезон 2024
В январе 2024 года приступил к подготовке к новому сезону вместе с борисовским клубом. Новый сезон начал 6 марта 2024 года с четвертьфинального матча Кубка Беларуси против минского «Динамо», выйдя на поле в стартовом составе. По итогу ответного матча 10 марта 2024 года минское «Динамо» оказалось сильнее в серии пенальти и вышло в следующий этап турнира. Первый матч в чемпионате сыграл 30 марта 2024 года против новополоцкого «Нафтана», выйдя на замену на 78 минуте. Первыми забитыми голами за клуб в сезоне отличился 31 мая 2024 года в матче против «Слуцка», оформив дубль. Также 13 июля 2024 года отличился результативной передачей в матче Кубка Беларуси против медийного клуба «DMedia». По итогу сезона вместе с клубом завершил чемпионат на итоговом восьмом месте в турнирной таблице. На протяжении сезона выступал за борисовский клуб в роли одного из основных игроков, отличившись 2 забитыми голами и 2 результативными передачами во всех турнирах.

#### Сезон 2025 (аренда в «Славию-Мозырь»)
Новый сезон начал 15 марта 2025 года с матча против «Витебска», выйдя на замену на 72 минуте. Своим первым забитым голом за клуб в сезоне отличился 10 мая 2025 года в матче против брестского «Динамо». В июле 2025 года появилась информация, что футболист может присоединиться к мозырской «Славии», в расположении которой находился. В скором времени он присоединился к мозырскому клубу на правах арендного соглашения, рассчитанного до конца сезона.

## Международная карьера
Вызывался в юношеские сборные Беларуси до 17 и 19 лет для участия в квалификации на юношеские чемпионаты Европы соответственно. В сентябре 2022 года был вызван в молодёжную сборную Беларуси. Дебютировал за сборную 21 сентября 2022 года против молодёжной сборной России.